# 光葉鴨舌廣舅
光葉鴨舌廣舅（学名：Spermacoce assurgens）为茜草科鴨舌廣舅屬下的一个种。